# Mexicaanse grondwet van 1824

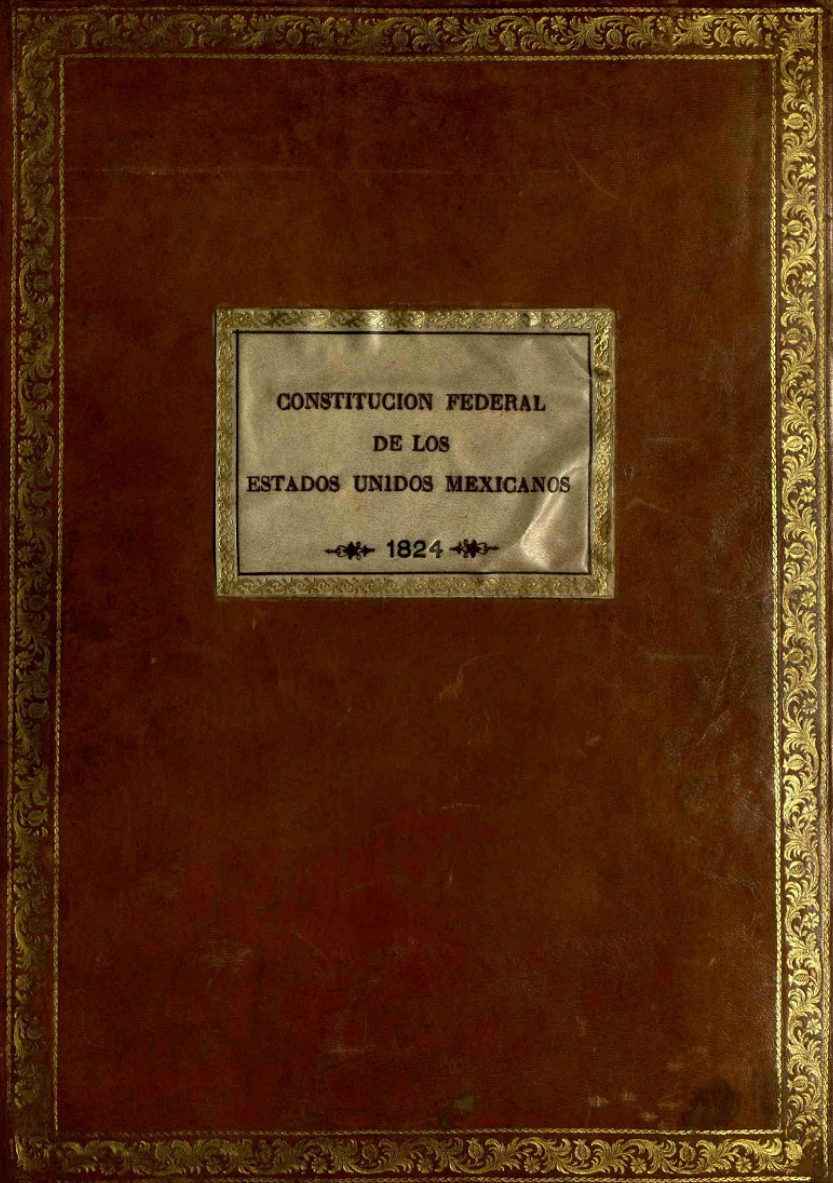
Mexicaanse grondwet van 1824

De Mexicaanse grondwet van 1824 was de eerste volledig operationele grondwet van Mexico. Deze grondwet trad in werking op 4 oktober 1824.
De grondwet had een gematigd liberaal karakter. De meeste burgerlijke en persoonlijke vrijheden en rechten werden gegarandeerd, met als grootste uitzondering de godsdienst. Volgens de grondwet van 1824 kende Mexico geen godsdienstvrijheid en was het rooms-katholicisme de enig toegestane religie.
Het parlement werd het Congres, dat uit twee kamers bestond. Het lagerhuis was de Kamer van Afgevaardigden met een afgevaardigde per 80.000 inwoners en het Hogerhuis was de Senaat, met twee senatoren per staat. De president en vicepresident werden gekozen door de congressen van de afzonderlijke staten. Aan het hoofd van de juridische macht stond een Hooggerechtshof met 11 rechters.
Zo ontstonden de Verenigde Mexicaanse Staten, een federale republiek opgedeeld in 19 staten, 4 territoria en 2 overige gebieden. De staten waren Chiapas, Chihuahua, Coahuila y Texas, Durango, Guanaxuato (sic), Mexico, Michoacán, Nuevo León, Oaxaca, Puebla de los Ángeles, Querétaro, San Luis Potosí, Sonora y Sinaloa, Tobasco (sic), Tamaulipas, Vera Cruz, Xalisco (sic), Yucatán en Zacatecas. De Territoria waren Opper-Californië, Neder-Californië, Colima en Santa Fe de Nuevo México. De omgeving van Mexico-Stad werd het Federaal District en Tlaxcala werd een prefectuur waarvan de definitieve status later zou worden bepaald.
De grondwet van 1824 was actief tot 1835, toen de grondwet werd vervangen door de zogenaamde Zeven Wetten, waarbij Mexico een centralistischer en minder democratisch karakter kreeg. De naam van het land werd bovendien veranderd in Mexicaanse Republiek. De Republiek Yucatán en Texas zochten de onafhankelijkheid. Texas begon een oorlog en werd 1836 onafhankelijk. De Republiek Yucatán bleef tot 1848 onafhankelijk, tot het weer bij Mexico werd gevoegd.
In 1848, na het verlies in de Mexicaans-Amerikaanse Oorlog en de verdrijving van Santa Anna trad de grondwet van 1824 weer in werking. Toen Santa Anna in 1853 wederom de macht greep schafte hij de grondwet voor de tweede keer af, ditmaal definitief. Nadat de Santa Anna voor de laatste keer omver was geworpen besloten de nieuwe liberale leiders een nieuwe grondwet aan te nemen, de Mexicaanse grondwet van 1857.